# Niamey
Niamey (pronuncia : /njamɛ/) è la capitale del Niger, nonché la prima città del paese per dimensioni e importanza culturale ed economica.
La città sorge sul fiume Niger, prevalentemente sulla riva destra, in una regione di coltivazione delle arachidi. L'industria manifatturiera riguarda in particolare mattoni, prodotti in ceramica e tessili.

## Storia
Niamey venne probabilmente fondata nel XVIII secolo, ma rimase un centro minore fino a quando i francesi non vi costruirono una postazione coloniale negli anni 1890. Nel 1926 Niamey divenne la capitale del Niger; la sua popolazione aumentò gradualmente, da circa 3.000 unità nel 1930, a circa 30.000 nel 1960, salendo a 250.000 nel 1980 e - secondo le stime - a 800.000 nel 2000. La principale causa di tale incremento è stata l'immigrazione verificatasi durante i periodi di siccità.

## Clima
| Niamey              | Mesi | Mesi | Mesi | Mesi | Mesi | Mesi | Mesi | Mesi | Mesi | Mesi | Mesi | Mesi | Stagioni | Stagioni | Stagioni | Stagioni | Anno |
| Niamey              | Gen  | Feb  | Mar  | Apr  | Mag  | Giu  | Lug  | Ago  | Set  | Ott  | Nov  | Dic  | Inv      | Pri      | Est      | Aut      | Anno |
| ------------------- | ---- | ---- | ---- | ---- | ---- | ---- | ---- | ---- | ---- | ---- | ---- | ---- | -------- | -------- | -------- | -------- | ---- |
| T. max. media (°C)  | 33,4 | 36,3 | 39,9 | 41,6 | 40,6 | 37,9 | 34,3 | 32,0 | 34,1 | 38,1 | 37,5 | 33,8 | 34,5     | 40,7     | 34,7     | 36,6     | 36,6 |
| T. min. media (°C)  | 15,2 | 18,7 | 22,4 | 25,8 | 27,1 | 25,5 | 23,6 | 23,0 | 23,1 | 23,5 | 18,9 | 15,7 | 16,5     | 25,1     | 24,0     | 21,8     | 21,9 |
| Precipitazioni (mm) | 0    | 0    | 2    | 4    | 33   | 66   | 140  | 167  | 83   | 10   | 0    | 0    | 0        | 39       | 373      | 93       | 505  |

## Amministrazione
Dal punto di vista amministrativo Niamey costituisce un dipartimento indipendente, allo stesso livello delle regioni. Il territorio del dipartimento è completamente circondato da quello della regione di Tillabéri.
Nell'ambito del dipartimento, il territorio è suddiviso in 5 comuni urbani:
| Località           | Popolazione (2001) |
| ------------------ | ------------------ |
| Niamey Commune I   | 116.537            |
| Niamey Commune II  | 165.075            |
| Niamey Commune III | 175.899            |
| Niamey Commune IV  | 165.347            |
| Niamey Commune V   | 102.172            |

## Monumenti e luoghi d'interesse

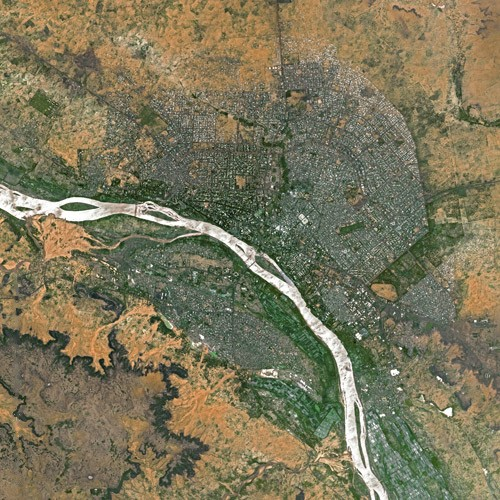
Foto satellitare di Niamey

Tra i luoghi di interesse della città figura il Museo nazionale del Niger, comprendente uno zoo, un museo di architettura vernacolare, un centro dell'artigianato e una mostra comprendente scheletri di dinosauro e l'albero del Ténéré. Sono presenti anche centri culturali statunitensi, francesi e nigeriani, due importanti mercati e una tradizionale arena per la lotta.
La città ospita anche l'aeroporto di Niamey-Diori Hamani, la Scuola nazionale di amministrazione, l'Università Abdou Moumouni e diversi altri istituti.
Nel dicembre 2005 ospitò i Jeux de la Francophonie. Nel 2014 è stata aperta la stazione di Niamey la ferrovia Cotonou-Niamey, attualmente in uso solo fino a Parakou (Benin).